# Stade municipal de Man FC
Le stade municipal de Man FC est un stade de football de Côte d'Ivoire qui se situe dans la ville d'Abidjan. Il peut accueillir 5 000 spectateurs.
C'est le stade où joue le club du Man FC.